# Omayu
Omayu（オマユ）は、日本のクリエイター。

## 来歴
フリーランスでデザインやイラスト等の仕事をしている。大学卒業後にデザイン系の会社に入社したが半年で倒産してしまい、現在はフリーランスで活躍している。
「自己肯定感が低く、常に自分を責めてしまうタイプ」だと自覚していたOmayuは、心理学やカウンセリングなどを学び、「自分を愛する」ことを伝えるために活動を開始。2022年2月から『色んな人になりたい猫さん』を絵本、漫画、NFTアートなどで描いている。活動開始から半年が経過した2022年の夏ごろ、子どもにも伝えたいという思いから絵本制作のプロジェクトを開始。NFTスポンサーの協力を経て、2023年3月23日に同作の絵本『猫さんと色んなきもち』を刊行。2023年7月21日にはクリエイター支援サイトの「CREPOS」とコラボレートを行う。

## 人物
2人の子供がおり、猫を1匹飼っている。